# Mariano da Alcamo
Mariano da Alcamo (Alcamo, 1555-1560? – Palermo, 22 luglio 1621) è stato un presbitero italiano.

## Biografia
Nacque ad Alcamo presumibilmente tra il 1555 e il 1560, in quanto i genitori, Niccolò Bonafino di Savoca (in provincia di Messina) e Caterina Lucia Russo,     avevano contratto matrimonio nel 1554.
Iniziò la sua vita religiosa presso i cappuccini della provincia di Palermo e dopo la sua ordinazione sacerdotale continuò a studiare per diventare predicatore ma nel 1591 fu eletto padre provinciale. Alla fine dell'incarico chiese di partire per le missioni e quindi nel 1599 partì con Lorenzo da Brindisi per la Boemia e la Persia dove erano molto diffuse le dottrine protestanti, per predicare il Vangelo di Gesù Cristo e sconfiggere le eresie.
Esistono solo pochi aneddoti che dimostrano la fama di santità che si diffuse al suo ritorno in Sicilia, mentre dalle sue lettere in latino con l'amico e compagno di scuola Sebastiano Bagolino, si legge invece che la missione procedeva con successo, grazie alla collaborazione offerta dall'imperatore Rodolfo II, e che lui stava completando una raccolta di prediche intitolata In orationem Dominicam seu Mare oceanum concionatorum pauperum.
In Sicilia Mariano si prodigò per la diffusione del culto mariano; la devozione nei confronti della Vergine Maria era rafforzata dalla sua convinzione di aver ottenuto delle grazie (la prima era stato liberato dalle tentazioni e dai pericoli),  e dalla visione della Madonna dello Stellario che diceva di avere avuto nel convento di Alcamo dopo essere tornato dalla Boemia. Dopo di essa ci furono altri eventi ritenuti soprannaturali, tra cui la predizione della guarigione di una nobile alcamese e della morte di sua figlia, causata dalla stessa malattia.
Dal giorno in cui, sulla cima di una vecchia palma nel convento di Alcamo, ebbe la visione della Madonna  circondata di luce e coronata di splendide stelle, non si fermò nella sua attività di propagazione (in forma scritta e verbale) della devozione alla Madonna dello Stellario, propugnando l'innalzamento di altari e chiese per la sua gloria. Anche ad Alcamo Mariano fondò la Chiesa di Santa Maria dello Stellario che era ubicata in Piazza Ciullo.
Nel 1608, stabilitosi nella provincia cappuccina di Palermo aveva una certa fama di santità: fece delle  prediche giornaliere nella cattedrale di Palermo per alcuni mesi e poi si recò a Trapani, dove si trovava il viceré marchese Juan Fernández Pacheco de Vigliena per il quale gli fu richiesto di pregare, a  predicare per un altro periodo nella basilica santuario di Maria Santissima Annunziata di Trapani.
Alla morte del provinciale Gianmaria da Castelvetrano, nel 1611, fu scelto come vicario provinciale e poi qualificatore del Santo Uffizio, padre guardiano dei conventi di Trapani (1614) e Marsala  (1615). 
Il 27 luglio 1621 morì a Palermo in aria di santità, .

## Opere
La parte più importante delle sue opere si trova su manoscritti:
- In orationem Dominicam, quae mare oceanum Concionarum Pauperum nuncupatur, Tom.3, in folio. Raccolta di prediche
- Elucidatio in primam partem Divi Thomae, completata nel 1612 [1]
- Quaresimale, dopo la sua morte dispersa tra i conventi di Genova e di Palermo e poi scomparsa assieme a un suo ritratto e a un'immagine della «Madonna dello Stellario» dipinta da lui.

Pubblicò invece una serie di libri devozionali in prosa e in versi per diffondere la venerazione della Madonna dello Stellario:
- Modus contemplandi coronam beatissimae Virginis Mariae (Palermo 1608), tradotto in italiano dal sacerdote Michele Caruso (Modo di contemplare la corona della b.V. nello Stellario Gaudioso predicato… nel duomo di Palermo nel 1608, Palermo 1608 e 1611),[1]
- Poemata varia et devotissima in laudem beatissimae Virginis Mariae (1613)
- Plures palmulae in folio et alia diversa opuscula carmine et prosa (entrambi a Palermo nel 1612)
- Officium parvum stellari gaudiosi, dolorosi et gloriosi beatissimae Virginis Mariae (1615)
- Labyrinthus beatissimae Virginis Mariae (1612).[1]